# 김형묵
김형묵(1974년 3월 28일 ~ )은 대한민국의 배우이다.

## 학력
- 우신고등학교
- 서울예술대학 연극과

## 출연작

### 영화
- 《천문: 하늘에 묻는다》 (2019년) - 도사 역
- 《나쁜 녀석들: 더 무비》 (2019년) - 엄정한 역
- 《타짜: 원 아이드 잭》 (2019년) - 사장 역
- 《증인》 (2019년) - 유재홍 역
- 《국가부도의 날》 (2018년) - 금융실장 역

### 드라마
- 《독수리 5형제를 부탁해!》 (2025년, KBS2) - 이철용 역
- 《코드네임B: 국밥집요원들》 (2024년, 펄스픽)
- 《가석방심사관 이한신》 (2024년, tvN) - 김봉수 역
- 《밤에 피는 꽃》 (2024년, MBC) - 염흥집 역
- 《순정복서》 (2023년, KBS2) - 이철용 역
- 《오랫동안 당신을 기다렸습니다》 (2023년, ENA) - 추영춘 역
- 《디 엠파이어 : 법의 제국》 (2022년, JTBC) - 고원경 역
- 《천원짜리 변호사》 (2022년, SBS) - 천영배 역
- 《조선 정신과 의사 유세풍》 (2022년, tvN) - 임순만 역
- 《닥터 로이어》 (2022년, MBC) - 박기태 역
- 《어게인 마이 라이프》 (2022년, SBS) - 장일현 역
- 《멀리서 보면 푸른 봄》 (2021년, KBS2) - 여명훈 역
- 《빈센조》 (2021년, tvN) - 토토 역
- 《KBS 드라마 스페셜 - 크레바스》 (2020년, KBS2) - 박진우 역
- 《편의점 샛별이》 (2020년, SBS) - 대순의 남편 역
- 《청일전자 미쓰리》 (2019년, tvN) - 문형석 역
- 《악마가 너의 이름을 부를 때》 (2019년, tvN) - 이충렬 / 악마 류 역
- 《열혈사제》 (2019년, SBS) - 강석태 역 (본작의 진 최종 보스)
- 《왕이 된 남자》 (2019년, tvN) - 범차 역
- 《드라마 스테이지 - 개같다 거지같다 아름답다》 (2019년, tvN) - 임형운 역
- 《플레이어》 (2018년, OCN) - 나원학 역
- 《스케치》 (2018년, JTBC) - 남선우 역
- 《미스티》 (2018년, JTBC) - 윤호영 청와대홍보수석 역
- 《리턴》 (2018년, SBS) - 김병기 역
- 《조작》 (2017년, SBS) - 정재필 검사 역
- 《귓속말》 (2017년, SBS) - 송태곤 역
- 《자명고》 (2009년, SBS) - 송강 장군 역

### 뮤지컬
- 《더맨인더홀》
- 《외솔, 겨레의 등불 최현배》
- 《셜록홈즈2》
- 《투란도트》
- 《사운드 오브 뮤직》
- 《원효》
- 《요셉 어메이징》
- 《삼총사》
- 《남한산성》
- 《금발이 너무해》
- 《대장금》
- 《명성황후》
- 《테너를 빌려줘》
- 《라롱드》
- 《밑바닥에서》
- 《페퍼민트》
- 《킹》
- 《강강술래》
- 《누가 내 언니를 죽였나》
- 《카르멘시타》
- 《포기와 베스》
- 《틱틱붐》
- 《카르멘》
- 《누구를 위하여 종은 울리나》
- 《러쉬》
- 《캣츠》

### 연극
- 《가을음악회》
- 《십자가에 달린 창녀》

## 예능
- 2019년 5월 2일 KBS2 《해피투게더 4기》 - 배우 어벤져스 특집 스페셜

## 수상 및 후보
| 연도 | 시상식             | 부문               | 작품               | 결과 |
| ---- | ------------------ | ------------------ | ------------------ | ---- |
| 1996 | 제1회 헤럴드연극제 | 남자 최우수 연기상 | 십자가에 달린 창녀 | 수상 |
| 2017 | SBS 연기대상       | 남자 조연상        | 귓속말             | 후보 |